# Liuzhou
Liuzhou (/ljuːˈdʒoʊ/; en xinès: 柳州, pronunciació IPA :[ljòʊ.ʈʂóʊ]) és una ciutat-prefectura del centre-nord de la Regió Autònoma de Guangxi, de la República Popular de la Xina. La prefectura té una superfície de 18,594.2 km² i la ciutat en té 3,559.4 km². Segons el cens del 2023, la prefectura té 4.153.500 habitants i la ciutat, en té 2.419.051. La densitat de població és de 220 h/km²  i 710 h/km² respectivament.

## Geografia
Liuzhou està localitzat a la riva del riu Liu, aproximadament a 255 km de Nanning, la capital de la regió. Per carretera, està a 167 km de Guilin i d'Hechi, a 373 km de Fangchenggang i a 448 km de Beihai.
La població de Liuzhou es banya al riu Liu, ja que normalment és net; però algunes vegades, a l'estiu l'augment del cabal porta sediments grocs. A principis del 2012 va patir un vessament de cadmi que el va polucionar. El riu, normalment, té una profunditat entre 60 i 70 metres i no provoca inundacions a la ciutat fins que arriba als 90 metres.

### Clima
Luzhou té un clima subtropical humit segons la Classificació climàtica de Köppen (Cfa/Cwa) amb hiverns suaus i estius càlids llargs i la seva humitat és molt alta durant tot l'any. La temperatura mitjana anual varien des dels 10.5 °C,  al gener, fins els 29 °C a l'agost. La temperatura més baixa és de -3,8°C i la més alta de 42°C. Entre els mesos de maig i d'agost és l'època més plujosa i hi plouen dos terços del total anual.

## Història

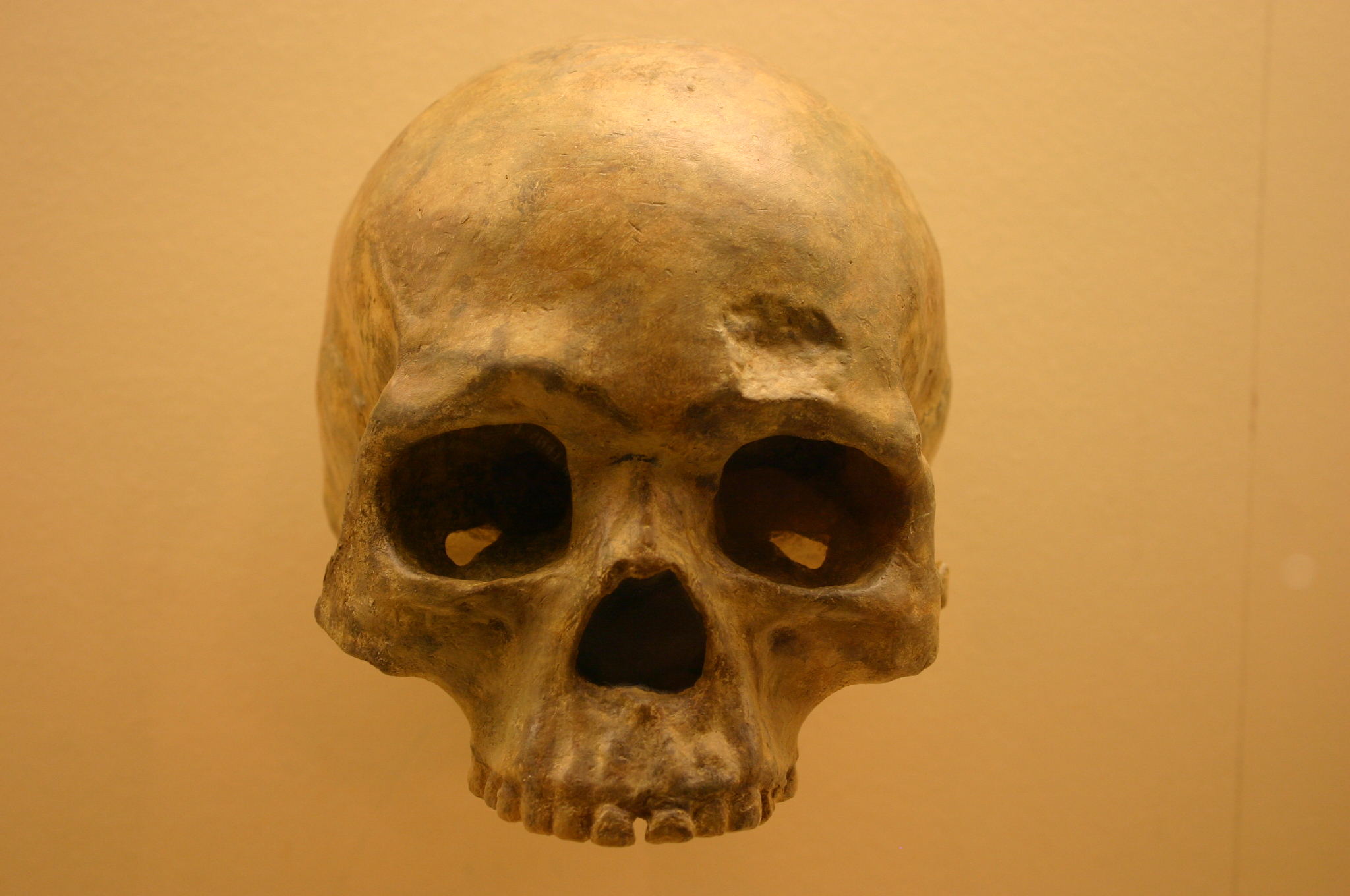
Crani de l'Homo de Liujiang de fa, com a mínim 68.000 anys

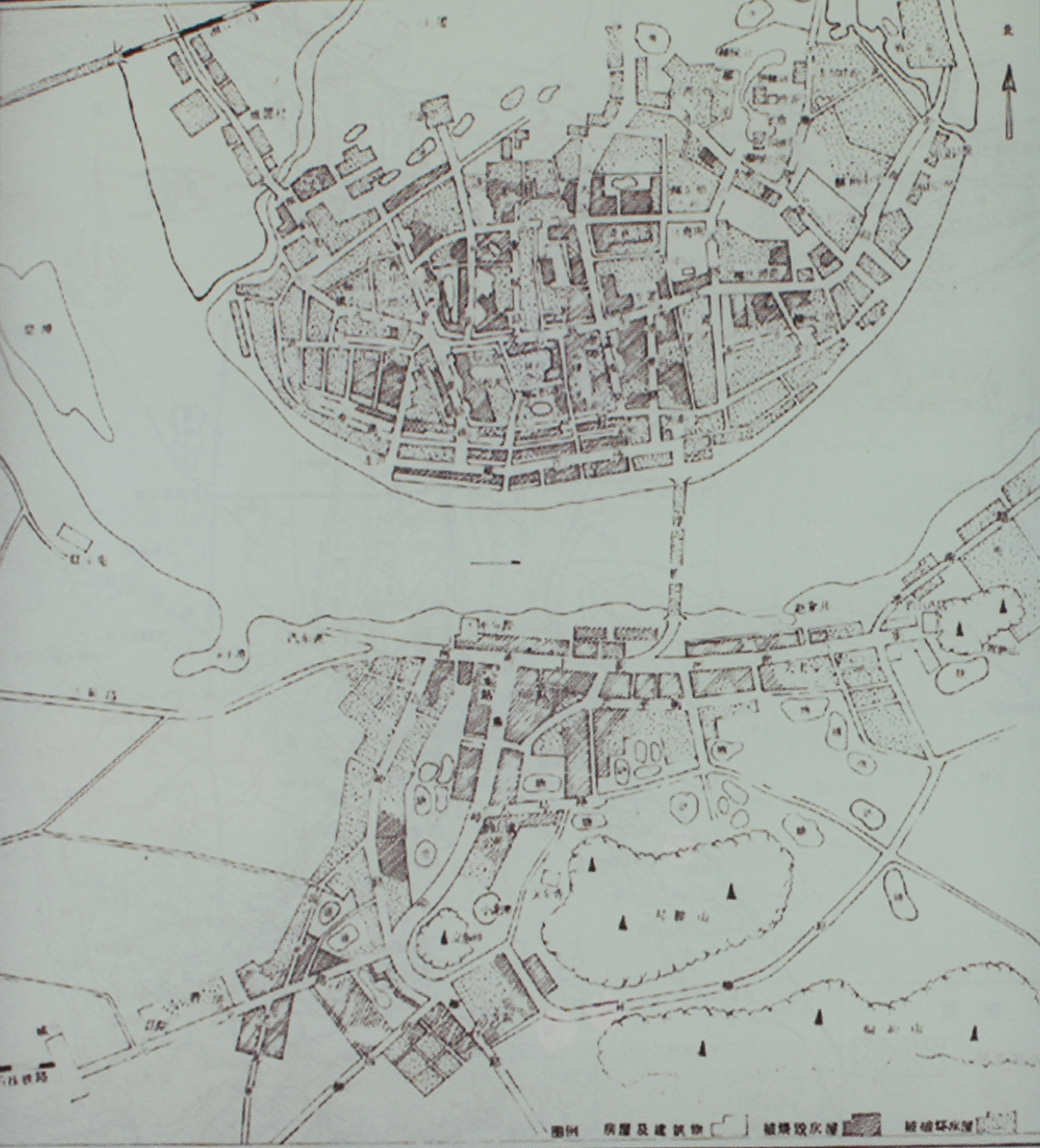
Mapa de Liuzhou fet per l'exèrcit japonès

A la cova de Tongtianyang  (通天岩), al Comtat de Liujiang, Guangxi, s'hi ha descobert l'Home de Liujiang (en xinès: 柳江人), un dels  homo sàpiens més antics d'Àsia oriental. L'home de Liujiang és datat d'entre 70.000 aC i el 159.000 aC. És un homo sàpiens sàpiens de l'època del Plistocè. Segons els arqueòlegs i prehistoriadors qualsevol data que superi els 50.000 anys d'antiguitat supera el què es creia de quan fou la sortida d'Àfrica dels homes. Aquesta troballa argumenta la teoria que aquesta sortida es va fer abans de fa 100.000 anys. Les restes que s'han trobat de l'home de Lizhou és un crani humà adult ben conservat, un os que sembla del maluc, l'os sacre comlert, diverses vèrtebres i dos gragments dels femorals. Es creu que totes les restes pertanyen a un únic individu. La troballa es va fer l'any 1958.
Lizhou té almenys 2.100 anys d'antiguitat. El seu primer nom era Longcheng (龙城; 'Ciutat del Drac', anomenada així pel riu Long però el 1736 es va passar a dir Liuzhou  (柳州; 'Prefectura Willow') en honor al riu Liu.
El poeta i politic de la dinastia Tang Liu Zongyuan (773-819)  és una de les persones més destacades de la història de Liuzhou. A la ciutat hi ha un parc que es diu amb el seu nom per honorar-lo.
Durant la Segona Guerra Mundial a Liuzhou hi ha l'aeroport de Liuchow que és utilitzat per les Forces Aèries dels Estats Units d'Amèrica i els nacionalistes xinesos. Aquest aeroport era proper al centre de la ciutat, on actualment hi ha el zoo. El 7 de novembre de 1944 l'exèrcit japonès el captura durant la batalla de Guilin-Lizhou i les forces nacionalistes xineses el recapturen el 30 de juny de 1945 abans de la segona campanya de Guanxi.
El 2000 hi va haver un accident en que van perdre la vida 78 passatgers d'un autobús que va caure pel pont del riu Liu.

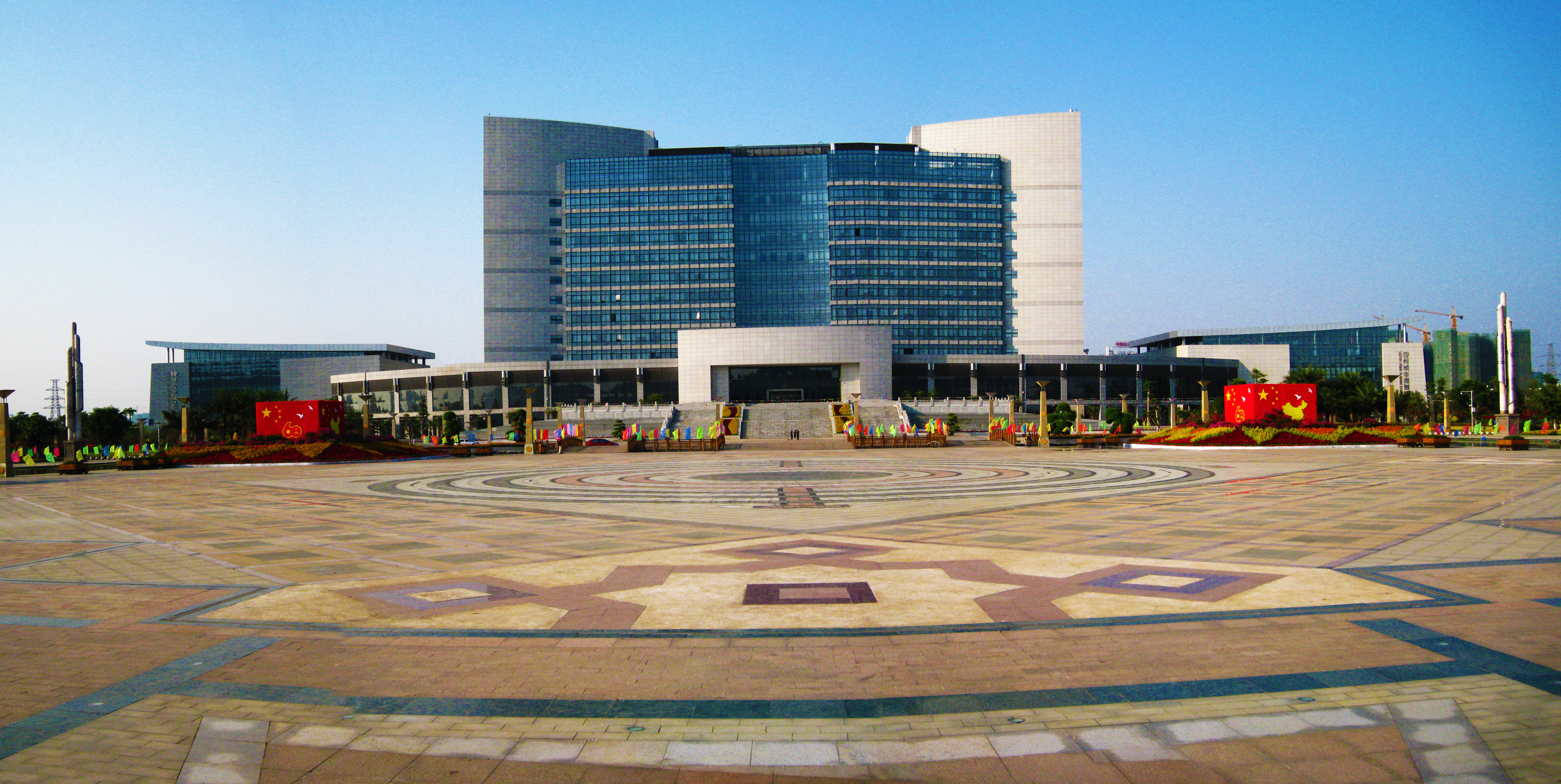

## Divisions administratives

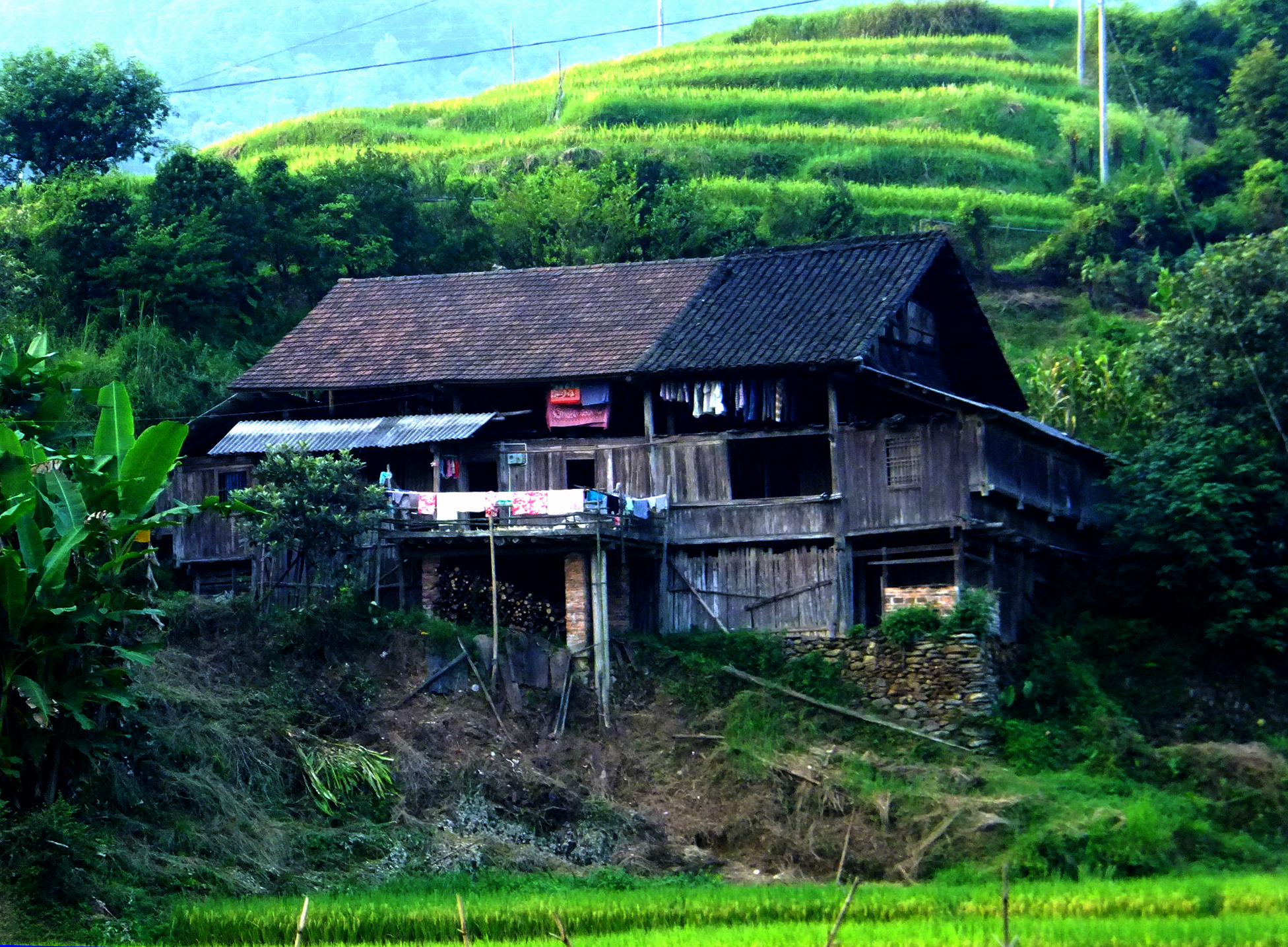

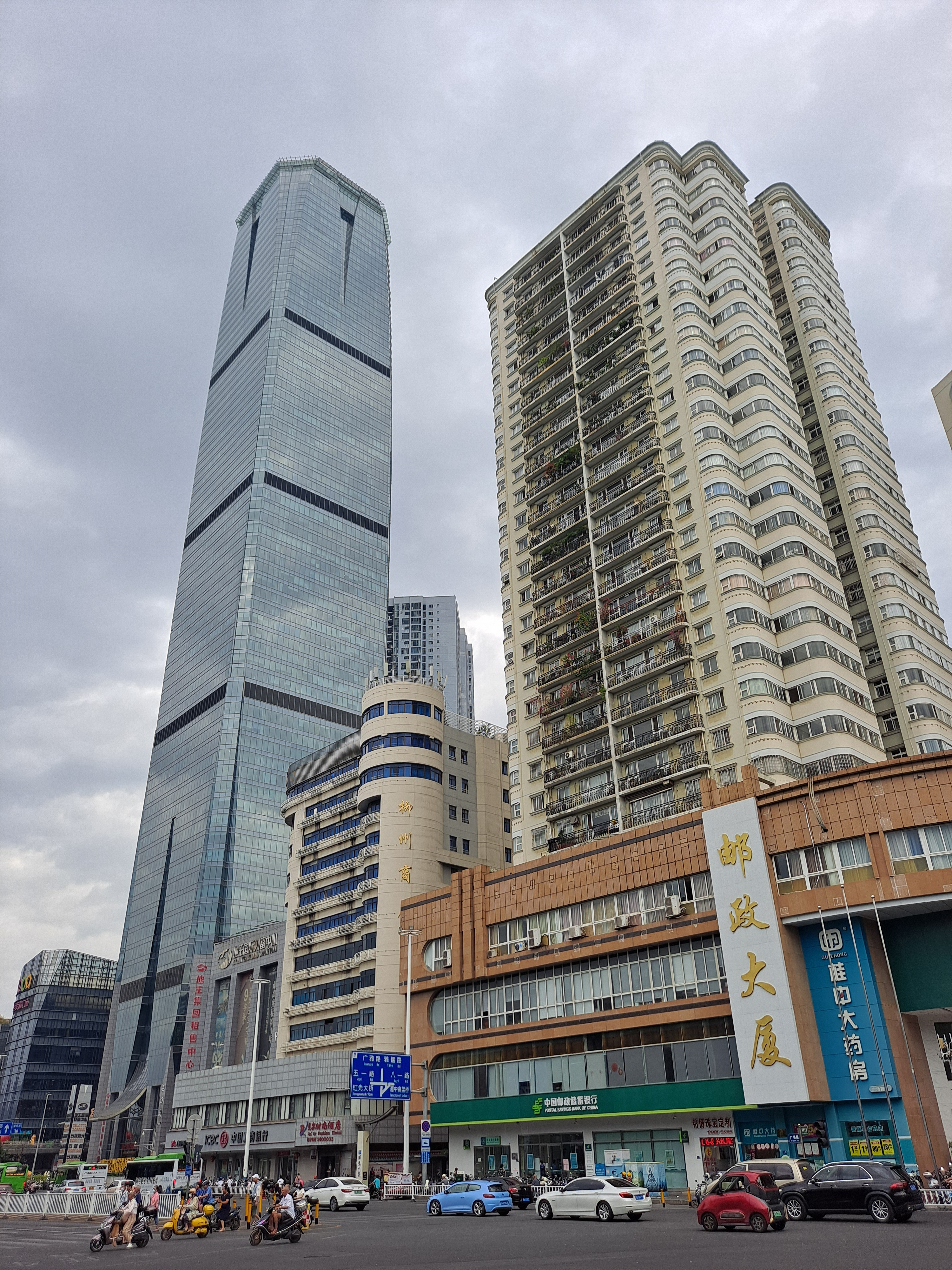
Diwang International Fortune Center

Liuzhou administra 10 subdivisions administratives: 5 Districtes, 3 xian (comtats) i 2 comtats autònoms: 

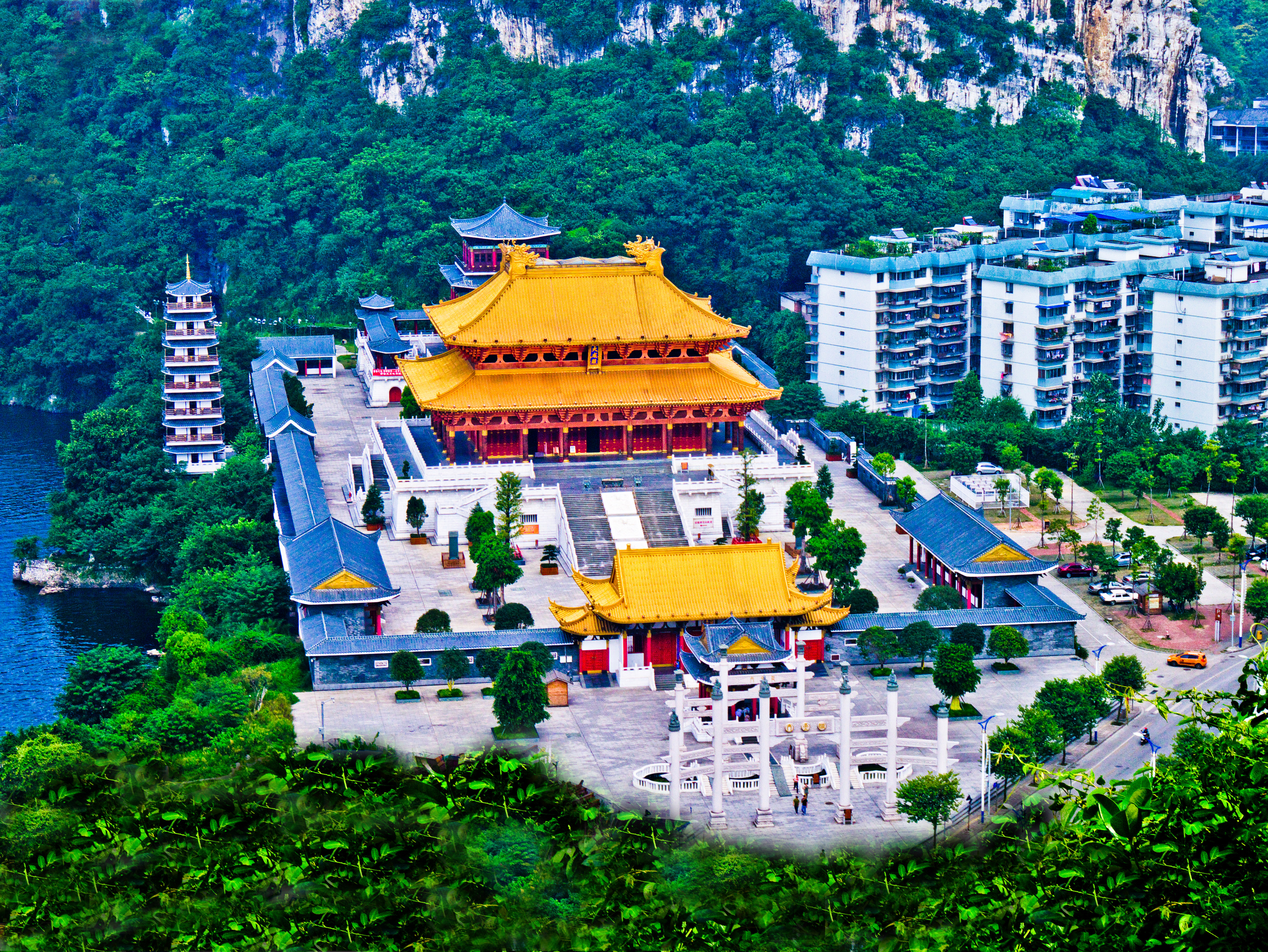
Temple Confuci

- Districte de Chengzhong
- Temple ConfuciDistricte de Liunan
- Districte de Liubei
- Districte de Yufeng
- Porta est de la ciutatDistricte de Liujiang
- Plaça del pobleComtat de Liucheng

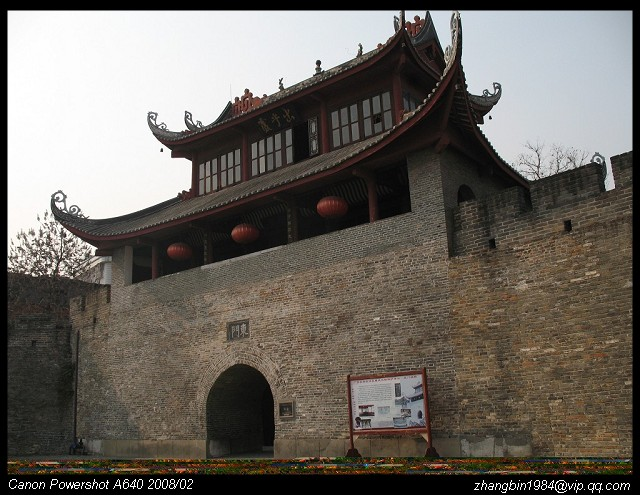
Porta est de la ciutat

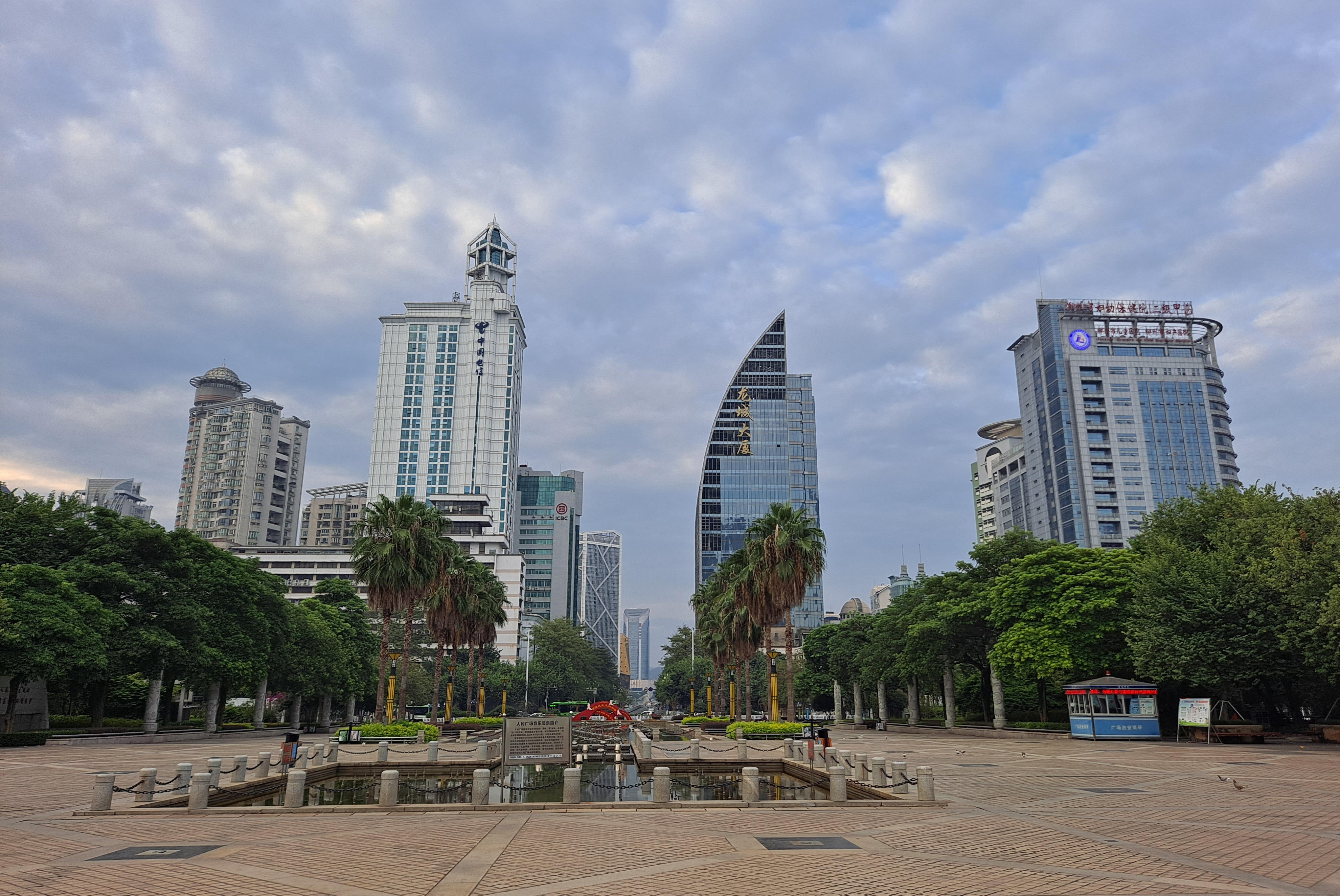
Plaça del poble

- Diwang International Fortune CenterComtat de Luzhai
- Comtat de Rong'an
- Comtat autònom de Rongshi Miao
- Comtat autònom de Sanjiang Dong

| Mapa |
| --- |
| Chengzhong Yufeng Liunan Liubei Liujiang Liucheng · Comtat Luzhai · Comtat Rong'an · Comtat Rongshui · Comtat Sanjiang · Comtat |

## Economia
Liuzhou és la segona ciutat més poblada de Guangxi i és el centre industrial de la regió. Segons les estadístiques govenamentals del 2015, el GDP de la ciutat és de 23,1 bilions de yuan.
Entre les empreses més importants destaquen: 
- Liu Gong - Una multinacional que fabriquen material de construcció.
- SAIC-GM-Wuling Automobile - Una Aliança d'empreses entre General Motors, SAIC Motor i Wuling Motors.

## Turisme
Igual que a gran part de la regió de Guangxi, el paisatge dels voltants de Liuzhou és una barreja de turons ondulats, cims muntanyosos, coves i paisatges càrstics. La ciutat fa de base per explorar els pobles de la zona.
A la ciutat hi ha el Liuzhou industrial Museum.
Després de la pandèmia de la COVID-19 s'ha popularitzat el turisme gastronòmic perquè el plat luosifen (sopa de fideus d'arròs típica) és originari de la ciutat.